# Альфан, Луи
Луи Альфан (фр. Louis Halphen; 4 февраля 1880, II округ Парижа — 7 октября 1950, VI округ Парижа) — французский историк и писатель. Известен как редактор современного издания знаменитого классического произведения Эйнхарда «Жизнь Карла Великого» (Париж). Также был одним из общих редакторов монументального издания Peuples et civilisations (1920, в переводе «Народы и цивилизации»).

## Биография
Родился в Париже. Его отцом был математик и артиллерист, член Французской академии наук Жорж Анри Альфан. Мать Луи была дочерью мэра второго округа Парижа. Двое братьев Луи погибли в Первой мировой войне. В 1904 году получил диплом архивариуса-палеографа в Национальной школе хартий. 26 июля 1910 году женился на Жермен Вейль, в браке родились двое детей — Этьен (1911—1954) и Женевьева (1917—2014). С 1910 по 1928 год работал профессором в университете Бордо. С 1934 года работал в Сорбоне. В 1935 году избран членом Академии надписей и изящной словесности. Альфан сделал карьеру в науке, занимаясь в основном средневековой историей Франции. Его работы продемонстрировали влияние эпохи Карла Великого на европейскую историю и западную цивилизацию.
Подобно известному историку Марку Блоку, будучи евреем, во время немецкой оккупации Луи Альфан не мог продолжить свое преподавание в Сорбонне. В 1941 году он решил переехать в Южную зону Франции, в октябре 1941 года устроился на факультет литературы университета Гренобля. Итальянская оккупация позволила Альфану работать там, но нападение немцев в Гренобль в октябре 1943 года заставило учёного бежать в коммуну Лалувеск (департамент Ардеш, Севенны). В сентябре 1944 года вернулся работать на факультет литературы в Париже. В 1947 году стал офицером ордена Почётного легиона.
В его честь была названа библиотека в лаборатории западной медиевистики Университета Париж 1 Пантеон-Сорбонна.

## Труды
Автор многих книг.
- Halphen L. Étude Sur Les Chroniques Des Comtes D'anjou Et Des Seigneurs D'amboise. — Paris: H. Champion, 1906. — 65 p.
- Halphen L. Le comté d'Anjou au XIe siècle: thèse de doctorat. — A. Picard et fils, 1906. — 428 p.
- Halphen L. Paris sous les premiers Capétiens (987-1223); étude de topographie historique. — Paris: E. Leroux, 1909. — 122 p.
- Halphen L. Charlemagne et l'empire carolingien. — Paris : Albin Michel, 1947. — 30 p. — OCLC 459730447. Имеется перевод на англ. язык.
- Halphen L. Introduction à l'histoire. — 2 ed. — Paris: Presses universitaires de France, 1948. — 87 p.
- Альфан Л. Варвары : От великого переселения народов до тюркских завоеваний XI в. = Les Barbares / [Пер. с фр.]. — СПб.: Евразия, 2003. — 414 с. — ISBN 5807101359.

Автор перевода:
Эйнхард. Vie de Charlemagne / trad. Halphen. — Paris: Honoré Champion, 1923. — 125 с.